# Rudolfine von Oer
Rudolfine von Oer (* 14. Oktober 1930 in Münster; † 31. Mai 2019 in Dülmen) war eine deutsche Didaktikerin und Historikerin. Von Oer war von 1982 bis 1996 Professorin der Neueren Geschichte an der Westfälischen Wilhelms-Universität in Münster.

## Leben
Maria Rudolfine Adelheid Antonia Freiin von Oer war die Tochter des Politikers Clemens von Oer und dessen Frau Wilhelmine, einer geborenen Freiin von Vittinghoff gen. Schell. Sie studierte Geschichte, Anglistik, Philosophie und Pädagogik an der Westfälischen Wilhelms-Universität, der Rheinischen Friedrich-Wilhelms-Universität und der Universität London.
1960 bestand sie die erste und 1963 die zweite Staatsprüfung für das Lehramt. Noch 1963 promovierte sie an der Universität Münster mit einer Dissertation über den Frieden von Pressburg. Die Arbeit wurde 1965 mit den Titel Der Friede von Pressburg. Ein Beitrag zur Diplomatiegeschichte des napoleonischen Zeitalters als achter Band der Reihe Neue münstersche Beiträge zur Geschichtsforschung im Aschendorff Verlag veröffentlicht.
Nach einer kurzen Tätigkeit im Schuldienst wurde von Oer wissenschaftliche Referentin am Max-Planck-Institut für Geschichte in Göttingen. 1973 erfolgte ihre Ernennung zur Akademischen Rätin am Standort Münster der Pädagogischen Hochschule Westfalen-Lippe. 1982 folgte sie dem Ruf als Professorin für Neuere Geschichte an das Institut für Didaktik der Geschichte der Westfälischen Wilhelms-Universität Münster. 1996 wurde sie emeritiert. Auch nach ihrer Entpflichtung nahm sie noch rege Anteil am wissenschaftlichen Leben des Instituts.
Rudolfine von Oer starb am 31. Mai 2019 im Alter von 88 Jahren in Dülmen. Sie wurde auf dem Friedhof in Legden bestattet. Ihre Forschungsschwerpunkte waren die frühneuzeitliche europäische, vor allem westfälische Landesgeschichte, aber auch die Rechtsgeschichte. Sie war Autorin zahlreicher Fachveröffentlichungen sowie Mitautorin der Neuen Deutschen Biographie. Rudolfine von Oer war Mitglied im Beirat des Vereins für Geschichte und Altertumskunde Westfalens, für dessen Vereinsorgan, die Westfälische Zeitschrift, sie einige Beiträge verfasste.

## Veröffentlichungen (Auswahl)
- Der Friede von Pressburg. Ein Beitrag zur Diplomatiegeschichte des napoleonischen Zeitalters. (Dissertationsschrift), Aschendorff, Münster 1965.
- Die Säkularisation 1803. Vorbereitung, Diskussion, Durchführung. Vandenhoeck & Ruprecht, Göttingen 1970.
- Der münsterische „Erbmännerstreit“. Zur Problematik von Revisionen reichskammergerichtlicher Urteile. Böhlau, Köln / Weimar / Wien 1998, ISBN 978-3-412-03197-8.
- Der Adelige Damenclub zu Münster. 1800–2000. mit Carlfried von Westerholt-Alst, Vereinigte Westfälische Adelsarchive, Münster 2000.
- Die Pfarrkirche „St. Brigida“ in Legden. Westfälischer Heimatbund, Münster 2005.